# Batavus Pro Race 2010
La Batavus Pro Race 2010, settima edizione della corsa, valida come evento dell'UCI Europe Tour 2010 categoria 1.1, si svolse il 12 maggio 2010 su un percorso di 212,9 km. Fu vinta dal tedesco Markus Eichler, che terminò la gara in 5h 28' 08" alla media di 38,929 km/h.
Furono 34 in totale i ciclisti che tagliarono il traguardo.

## Ordine d'arrivo (Top 10)
| Pos. | Corridore          | Squadra       | Tempo    |
| ---- | ------------------ | ------------- | -------- |
| 1    | Markus Eichler     | Team Milram   | 5h28'08" |
| 2    | Bram Schmitz       | Van Vliet-EBH | s.t.     |
| 3    | Wouter Mol         | Vacansoleil   | a 1"     |
| 4    | Thomas Berkhout    | Van Vliet-EBH | a 2"     |
| 5    | Klaas Lodewyck     | Topsport Vl.  | s.t.     |
| 6    | Piet Rooijakkers   | Skil-Shimano  | a 3"     |
| 7    | Lieuwe Westra      | Vacansoleil   | a 1'28"  |
| 8    | Kenny van Hummel   | Skil-Shimano  | a 1'41"  |
| 9    | Servais Knaven     | Team Milram   | s.t.     |
| 10   | Ronan van Zandbeek | Van Vliet-EBH | s.t.     |